# Гогоєвська жіноча гімназія
Гогоєвська жіноча гімназія (рос. Гогоевская женская гимназия) — гімназія для дівчат в Ростові-на-Дону (1882), з 1917 року — радянська трудова школа № 45 першого ступеня, № 6 другого ступеня; з 1959 року — школа № 14 з поглибленим вивченням англійської мови. Будівля школи відноситься до пам'яток історії та культури регіонального значення.
| |  |  |
| Гогоєвська жіноча гімназія: на фото початку ХХ ст., між 1900 і 1917 роками (ліворуч) та на сучасному фото 2014 року (праворуч) |  |  |

Адреса: Ростов-на-Дону, вул. 30-а Лінія, 8, літера А.

## Історія
В кінці ХІХ століття нахічеванський купець другої гільдії Микита Гогоєв (Мкртичан Гогоян) за порадою письменника Кукольника в пам'ять про своїх померлих чотирьох дочок заповів капітал 103237 рублів, доходи з трьох магазинів і шкіряного заводу на влаштування в Ростові школи для дівчат. Для нової школи Гогоєв ставив за мету: "... виховувані дівиці, не отримуючи блискучої світської освіти, яка не йде до побуту нашого суспільства, готувалися добрими дружинами, здатними вселити своїм дітям користь просвіти".
Його вдова, Срнуї Бабасинян, в 1877 році їздила в Петербург, де отримала дозвіл заснувати Гогоєвське училище, після чого почалося будівництво двоповерхової будівлі гімназії.
У вересні 1882 року школа була відкрита. В ній до 1906 року навчалося 12 дівчат з 7 років, потім їх число збільшилося до 20. Нагляд за ученицями здійснювала доглядачка, що жила тут же. В її завдання входило і навчання дівчат домоводства.
Училище мало майстерні, в яких виконувалися замовлення від населення. Програма навчання дівчат включала в себе: Закон Божий, російську, вірменську, французьку і німецьку мови, алгебру, геометрію, географію, історію, фізику, космографію, педагогіку, гімнастику, малювання, співи, танці та ін.
З 1913 року Гогоєвське училище реорганізували в жіночу гімназію Відомства установ імператриці Марії. Форма гогоєвських гімназисток мала таку відмінність: до подолу коричневої сукні була пришита червона облямівка. У 1912 - 1913 роках в гімназії відкриті старші класи, а її випускницям давалося звання домашньої вчительки.
В 1917 році гімназію закрили, на її місці відкрили радянську трудову школу № 45 першого ступеня та № 6 другого ступеня.
У 1959 році тут відкрита школа №14 з поглибленим вивченням англійської мови, яка в 1992 році отримала статус гімназії гуманітарного профілю.
Відповідно до постанови Глави Адміністрації Ростовської області № 411 від 09.10.1998 року будівлю колишньої гімназії віднесено до пам'яток історії та культури регіонального значення.